# ابن براج
شیخ ابوالقاسم طرابلسی عبدالعزیز بن نحریر بن عبدالعزیز بن البراج یا قاضی عبدالعزیز حلبی معروف به ابن براج فقیه شیعه و قاضی عرب سدهٔ پنجم و شاگرد سید مرتضی و شیخ طوسی است. وی زاده مصر بوده اهل مصر و شام بوده، در بغداد تحصیل کرده به خواست شیخ طوسی در بلاد شام که وطنش بود رفت و از سوی جلال الملک در طرابلس شام قاضی بود و بیست سال قضاوت کرد. المهذب و جواهر دو کتاب فقهی مشهور اوست.
وی شب جمعه ۹ شعبان ۴۸۱ قمری در هشتاد سالگی در طرابلس درگذشت.